# Ana Paula Siqueira
Ana Paula Siqueira (Belo Horizonte, 2 de fevereiro de 1980) é uma assistente social e política brasileira filiada a Rede Sustentabilidade (REDE). Atualmente é deputada estadual de Minas Gerais. 
Foi Subsecretária de Participação Popular e Secretária Adjunta de Governo na Prefeitura de Belo Horizonte, cargo que assumiu de janeiro de 2017 a março de 2018. Como subsecretária da pasta, Ana Paula Siqueira era responsável pelo Orçamento Participativo da Capital e pela gestão dos Conselhos Municipais.

## Biografia
Ana Paula Siqueira é uma assistente social e professora. Nasceu e cresceu na periferia de Belo Horizonte, no Alto Vera Cruz. É mãe do João, do Antônio e do Manoel. Teve experiências em cargos de chefia nos ambientes público e privado (como subsecretária de Participação Popular em BH e coordenadora-geral da Associação Pré-UFMG), curso preparatório para o vestibular.

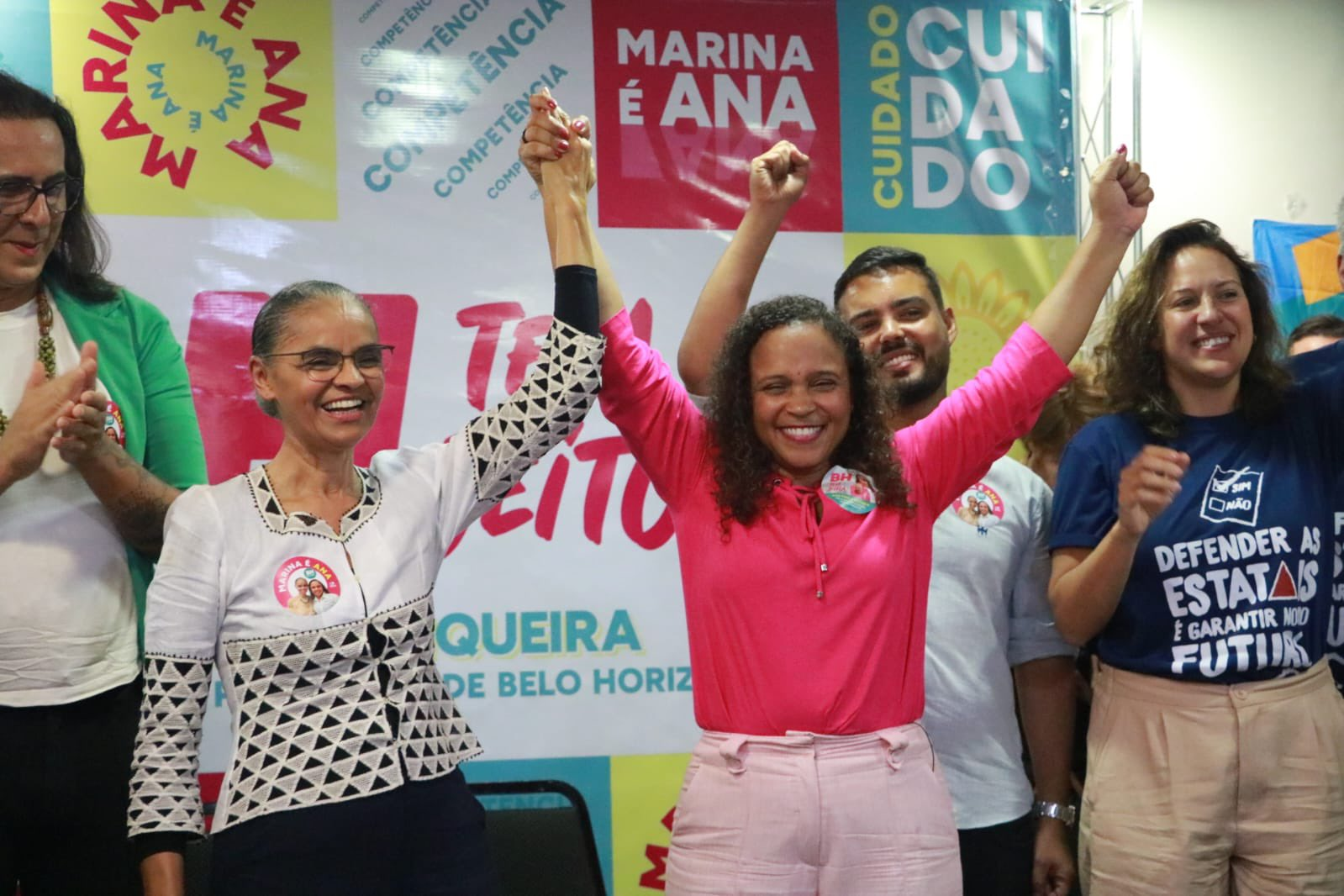
Ministra Marina Silva apoia Deputada Ana Paula Siqueira para Prefeitura de BH

Exerceu também, até ser eleita deputada estadual, o cargo de porta voz da Rede Sustentabilidade de Minas Gerais, nome que a legenda dá ao cargo de presidente do partido. Foi eleita deputada estadual para seu primeiro mandato nas eleições de 2018, eleita com 23.372 votos.
Nas eleições 2022 Ana Paula Foi reeleita com 33621 votos.
Em julho de 2020, foi a única deputada da Comissão de Constituição e Justiça da Assembleia Legislativa de Minas Gerais que votou contra a reforma da previdência apresentada pelo Governo Zema.
Apoiada pela ministra do Meio Ambiente, Marina Silva, Ana Paula Siqueira, da Rede Sustentabilidade, lançou, em fevereiro de 2024, sua pré-candidatura à Prefeitura de Belo Horizonte.